# 南長森村
南長森村（みなみながもりむら）はかつて岐阜県稲葉郡に存在した村である。
現在の岐阜市の南東部に該当し、境川北岸の中山道沿いの村である。
村名は、この地域に存在した荘園「長森荘」の南部ということから命名された。

## 歴史
- 平安時代頃、この地は荘園（長森荘）であった。平安時代末期にはこの地を治めた地頭の渋谷金王丸により長森城が築城される。
- 1339年（暦応2年） - 美濃国守護職土岐頼遠が土岐郡からこの長森城に移る。以後1353年（文和2年）に土岐頼康が川手城を築城するまで土岐氏の本拠地となる。
- 1803年（享和3年） - 陸奥国磐城平藩の切通陣屋が築かれる。この地域の大部分は磐城平藩領となる。またこのころ、この地域に中山道の立場があったという。
- 1868年（明治元年） - この地域は美濃国厚見郡に属していた。
- 1897年（明治30年）4月1日[1] - 方県郡の一部、厚見郡、各務郡が合併し、稲葉郡となる。この地域は稲葉郡となる。
- 1897年（明治30年）4月1日 - 切通村、細畑村、蔵前村、高田村、芋島村、東中島村が合併し、南長森村となる。
- 1940年（昭和15年）7月1日 - 岐阜市に編入される。

## 交通
- 高山本線
  - 長森駅
- 名古屋鉄道各務原線
  - 細畑駅、切通駅、手力駅、高田橋駅

## 名所など
- 手力雄神社

## 学校
- 南長森尋常高等小学校　（現・岐阜市立長森南小学校）